# Татищев, Корнелий Николаевич
Корнелий (Корнилий) Николаевич Татищев (1868—?) — русский архитектор, автор ряда зданий в Тифлисе.

## Биография
Учился в Императорской Академии художеств (1887–1892). Получил медали Академии художеств: малая серебряная (1890), большая серебряная (1891), малая золотая (1892). В 1893 году за программу «Проект гостиницы для приезжающих в столичном городе» присвоено звание классного художника 1-й степени (1893).
В 1902 году назначен на должность тифлисского губернского инженера. В 1902—1906 годах был преподавателем в Тифлисской художественной школе. С 1900 по 1903 года исполнял обязанности почётного мирового судьи тифлисского окружного суда. В последующие годы занимал должности правителя канцелярии начальника Закавказских железных дорог, инженера для особых поручений при их управлении (с 1910), начальника мобилизационного отдела (1911). Был членом правления Кавказского общества исправительных земледельческо-ремесленных колоний и приютов в Тифлисе.

## Проекты и постройки

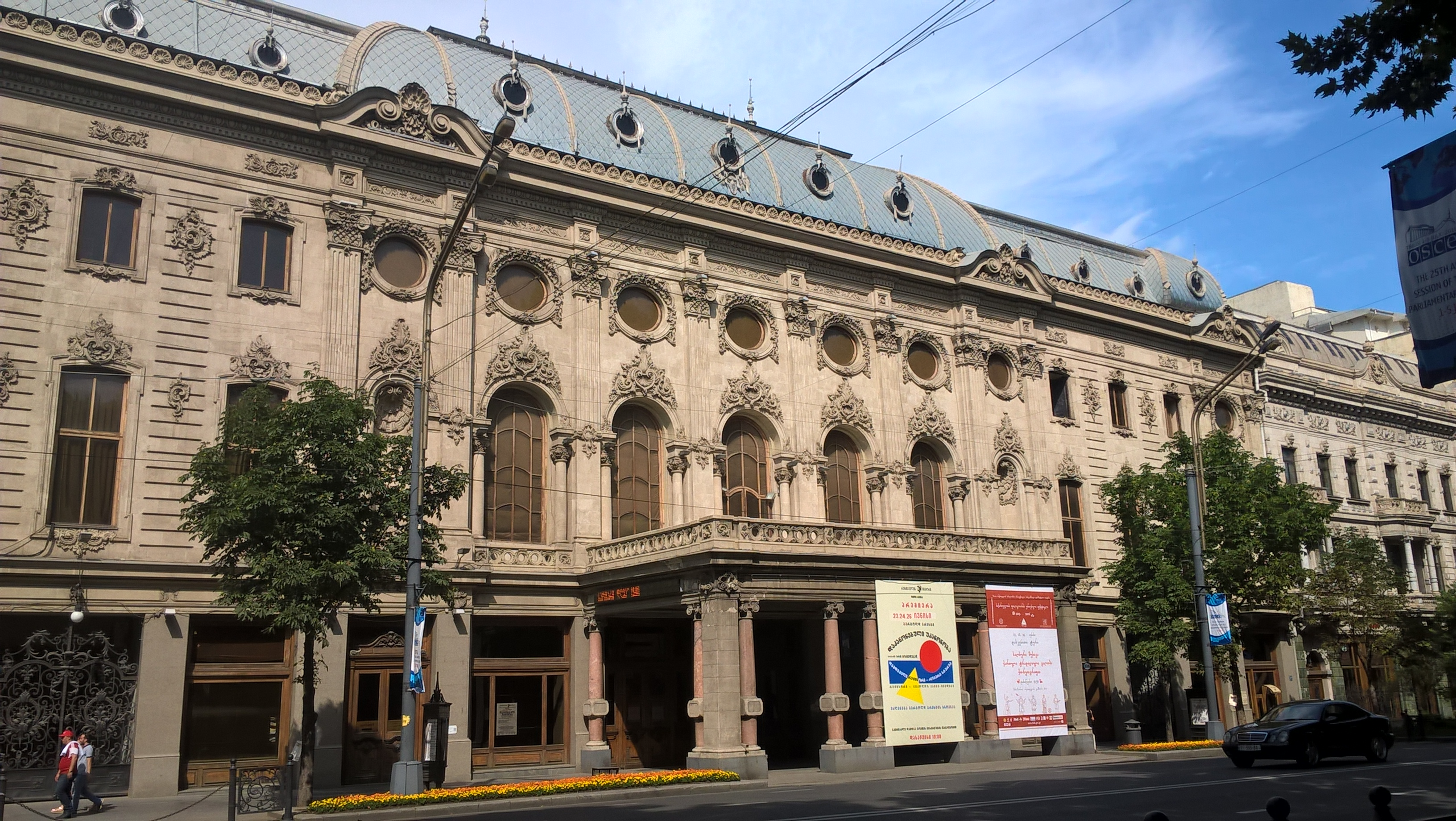
Грузинский театр имени Шота Руставели

- Проект музея Общества по распространению грамотности среди грузин (1894, не реализован)[5];
- Собственный дом. Улица Ладо Асатиани, 18 (1897);
- Дом В. И. Габашвили. Проспект Руставели, 54 (1898)[6];
- Здание Тифлисского артистического общества (совместно с архитектором Александром Шимкевичем). Проспект Руставели, 17б (1898—1901);
- Дом князя Багратион-Мухранского. Улица Ладо Гудиашвили, 9 (1899);
- Проект Кавказского музея (1910, не реализован)[7];